# Taiana (Vorname)
Taiana ist ein weiblicher Vorname. 

## Herkunft und Bedeutung
Taiana ist ein englischer Name, dessen Bedeutung unbekannt ist.

## Verbreitung
Der Name Taiana ist international nicht sehr verbreitet. In den USA fand sich der Name seit 1900 kein einziges Mal unter den 1000 beliebtesten Mädchennamen. In Brasilien kommt der Name ebenfalls nur äußerst selten vor, besonders häufig wurde er zwischen 1980 und 1990 vergeben. Beim Zensus 2010 wurden in Brasilien 9.252 Frauen und Mädchen mit Namen Taiana registriert.
In Deutschland wird der Name ebenfalls nur sehr selten vergeben. In den Vornamenscharts belegt er Rang 28.242.
Der Name Taiana findet als Nachname weitaus häufiger Verwendung.

## Namensträgerinnen
- Taiana Lima (* 1984), brasilianische Beachvolleyballspielerin